# Chris Marker
Christian Bouche-Villeneuve, známý jako Chris Marker, (29. července 1921 Neuilly-sur-Seine – 29. července 2012 Paříž) byl francouzský spisovatel, fotograf, režisér filmů a filmových dokumentů a autor multimediálních děl. Kromě těchto hlavních profesí byl i ilustrátorem, překladatelem, nakladatelem, filosofem, kritikem, básníkem a producentem.

## Život
Narodil se 29. července 1921 ve městě Neuilly-sur-Seine v departementu Hauts-de-Seine. Jeho otec Georges Hippolyte Bouche-Villeneuve byl státní úředník, jeho matkou byla Jeanne Marie Henriette Villeneuve. Studoval nejprve na Lycée Pasteur v Neuilly-sur-Seine, v době, kdy tam byl profesorem Jean-Paul Sartre. Později získal titul v oboru filozofie. V závěru studia založil se spolužáky Sergem Dumartinem a Bernardem Pingaudem školní časopis s názvem Le Trait d'union a vydával ho pod pseudonymem Marc Dornier.
Po německé okupaci následoval svého otce do Vichy, kde v létě 1941 založil se spolužákem z vysoké školy Bernardem Pingaudem La Revue française. Cahiers de la Table ronde pod stejným pseudonymem Marc Dornier. Časopis, který byl určen mladým a propagoval myšlenky národní revoluce (Révolution nationale) vyšel ale pouze dvakrát. V prosinci 1941 Christian Bouche-Villeneuve opustil Vichy a odešel do Švýcarska. Připojil se k francouzskému hnutí odporu a vstoupil do letectva Spojených států amerických jako výsadkář, i když některé zdroje tvrdí, že to je mýtus. Z té doby pochází i jeho přízvisko Chris Marker.
Po válce začal kariéru jako levicově orientovaný novinář. První článek napsal pro časopis Esprit, neo-katolický, marxistický časopis, kde se setkal s kolegou novinářem André Bazinem. Marker psal pro Esprit politické komentáře, básně, povídky a (s Bazinem) filmové recenze. Později se stal přispěvatelem do Bazinova časopisu Cahiers du cinéma. Během tohoto období, Marker začal cestovat po celém světě jako novinář a fotograf a v tomto povolání pokračoval po zbytek svého života.
V 50. letech se přidal k francouzské nové vlně, kterou reprezentovali i další filmaři
Alain Resnais, Agnès Varda, Marguerite Duras, Henri Colpi, Armand Gatti aj.
Navštívil mnoho zemí tehdejšího socialistického bloku a natočil řadu dokumentů. Mohou se zdát angažované, ale jde v nich především o zachycení autorova okouzlení životem a světem. Při návštěvě Kuby v roce 1961, natočil film ¡Cuba sí!.
Měl řadu přátel mezi levicově orientovanými intelektuály a některým z nich věnoval své dokumenty. Byli mezi nimi např. Yves Montand, Simone Signoretová, Alexandr Ivanovič Medvedkin a další. V roce 1985 natočil filmovou essej A.K. věnovanou japonskému filmaři Akiru Kurosawovi.
Období od roku 1987 až do konce jeho života se vyznačovalo hlubokým zájmem o digitální technologie což vedlo k tvorbě multimediálních děl pro Centre Georges Pompidou, Muzeum moderního umění, Wexner Center for the Arts nebo filmu pro jednu herečku (Catherine Belkhodja) s názvem Level Five na DVD.
Chris Marker zemřel v Paříži 29. července 2012, v den svých 91. narozenin.
| „              | V 19. století si lidstvo vyřídilo účty s prostorem; výzvou 20. bude soužití v čase | “ |
| — Chris Marker |                                                                                    |   |

## Dílo

M. Chat na zdi v Paříži

V roce 1949 publikoval svoji první novelu Le Coeur net o létání. V roce 1952 pak vydal a ilustroval essej o francouzském spisovateli Jeanu Giraudouxovi s názvem Giraudoux Par Lui-Même. Některá svá díla vydával pod pseudonymem Fritz Markassin.
Pro veřejnost se stal známým zejména svými filmy La Jetée (Rampa), Sans soleil (Bez slunce), Le Joli Mai (Pařížský máj), Le Fond de l'air est rouge (Vzduch je cítit rudě) nebo televizním filmem Chats perchés.
Film – fotoromán La Jetée z roku 1962, skládající se ze statických černobílých snímků, doprovázených poetickým textem, je fikce o vědeckém experimentu se strojem času. Skupina vědců se pokusí s jeho pomocí vyslat muže do minulosti, aby přinesl pomoc pro lidi, kteří jsou po jaderné válce nuceni žít v katakombách. Dílo se stalo inspirací pro úspěšný film 12 Monkeys (Dvanáct opic) režiséra Terryho Gilliama, scénář k němu napsal Chris Marker. Kromě svých samostatných režií, spolupracoval i s dalšími známými i méně známými režiséry a podílel se i na kolektivních filmových projektech.
Oblíbeným námětem filmaře byly vzpomínky a nostalgie, která ač pozapomenuta, nikdy nezmizí. Francouzský filmový kritik André Bazin ho nazval „jediným skutečným filmovým esejistou“.
Za své literární i filmové dílo obdržel mnoho cen, tou nejprestižnější byl César du Meilleur court métrage documentaire v roce 1983 za film Junkopia.

### Filmografie
| - 1952 Olympia 52 - 1953 Les statues meurent aussi, (spolupráce s Alainem Resnaisem) - 1955 Nuit et brouillard, (asistent, režie: Alain Resnais) - 1956 Dimanche à Pékin, 22 min - 1957 Lettre de Sibérie, 62 min - 1959 Les astronautes, 15 min, (spolupráce s Walerianem Borowczykem) - 1960 Description d'un combat, 60 min - 1961 ¡Cuba sí!, 52 min - 1962 La jetée, 28 min - 1963 Le joli mai, 165 min - 1965 Le Mystère Koumiko, 54 min - 1966 Si j'avais quatre dromadaires, 49 min - 1967 Lontano dal Vietnam (Loin du Viêt Nam), kolektivní film, 115 min - 1967 Rhodiacéta - 1968 A bientôt, j'espère, 55 min, (spolupráce s Mario Marretem) - 1968 La sixième face du pentagone, 28 min, (spolupráce s François Reichenbachem) - 1968 Cinétracts - 1969 On vous parle du Brésil, 20 min - 1969 Jour de tournage, 11 min - 1969 Classe de lutte - 1970 Les mots ont un sens, 20 min - 1970 Carlos Marighella, 17 min - 1971 La bataille des dix millions, 58 min - 1971 Le train en marche, 32 min | - 1971 On vous parle de Prague : le deuxième procès d'Artur London - 1972 Vive la baleine, 30 min - 1973 L'Ambassade, 20 min - 1974 La Solitude du chanteur de fond, 60 min (Yves Montand) - 1977 Le Fond de l'air est rouge, 240 min, (v roce 1993 zkráceno na 180 min) - 1981 Junkiopa, 6 min - 1983 Sans Soleil, 100 min - 1984 2084, 10 min - 1985 From Chris to Christo - 1985 A.K., 71 min, (Akira Kurosawa) - 1986 Mémoires pour Simone, 61 min, (Simone Signoret) - 1989 L'Héritage de la chouette, 13 epizod po 26 min - 1990 Berliner ballade, 25 min - 1992 Le Tombeau d'Alexandre, 120 min, (Alexandr Ivanovič Medvedkin) - 1992 Le facteur sonne toujours cheval - 1993 Le 20 heures dans les camps - 1995 Casque bleu, 26 min - 1997 Level Five, 110 min - 1999 Éclipse - 1999 Une journée d'Andrei Arsenevitch, 55 min, (Andrej Tarkovskij) - 2001 Le Souvenir d'un avenir - 2004 Chats perchés, (Thoma Vuille a M. Chat) |

## Výstavy (výběr)
- 2006 Dazibao, centre de photographies actuelles, Montréal, The Hollow men
- 2007 Institute of Modern Art, Brisbane, Owls At Noon Prelude
- 2007 Wexner Center for the Arts, Columbus, Staring Back
- 2007 Peter Blum Gallery, New York
- 2008 Museum für Gestaltung, Zürich
- 2011 Rencontres d'Arles, Rétrospective  (více než 300 děl z let 1957 – 2010)
- 2011 Beirut Art Center, Bejrút, Par quatre chemins
- 2013 Centre Georges Pompidou, Paříž,  Planète Marker